# 柳沢敏幸
柳沢 敏幸（やなぎさわ としゆき、1949年 - 2010年9月10日）は、元アマチュア野球選手である。ポジションは投手。

## 来歴・人物
長野県北佐久郡御代田町出身。小諸商業高校を卒業した後に1968年に社会人野球の電電信越に入団する。チームでは投手として活躍し、1976年からコーチを兼任、1980年に現役引退した。翌年から監督に就任し、1982年の都市対抗野球から都市対抗野球に8年連続出場を果たした。その中で1987年の都市対抗野球ではチームをベスト8に導いた。その後、1989年までに監督を務めた後に、2004年～2008年までに母校の小諸商業高校の野球部監督を務めた。
2010年9月10日、大腸癌のため死去。